# Переводы Корана на русский язык
Перево́ды Кора́на на ру́сский язы́к — переводы текста Корана с классического арабского языка на русский язык, а также изложения смысла Корана (смысловые переводы) на русском языке.
Исламские богословы утверждают, что ни один перевод не сможет передать точный смысл и красоту Корана. Переводчик Корана должен быть не только знатоком полуторатысячелетней истории толкования исламского откровения, но и блестяще владеющим русским литературным языком.

## История переводов

### Алкоран о Магомете, или Закон турецкий

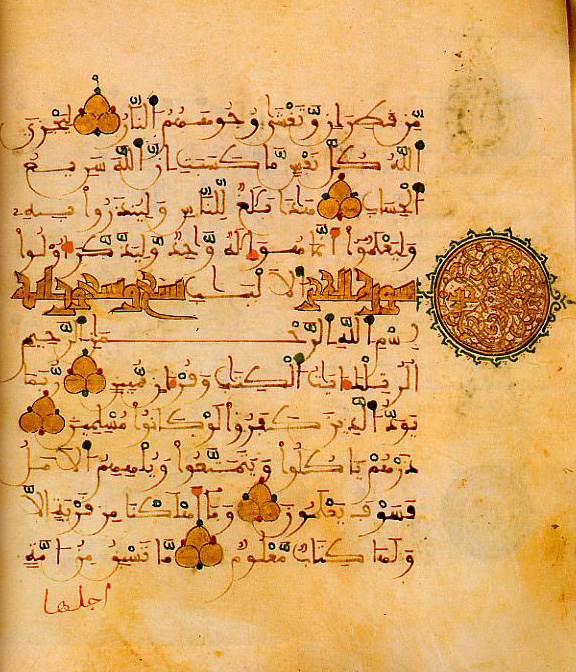
Рукопись Корана из мусульманской Испании. XII век

По указу Петра I в 1716 году в Петербурге в Синодальной типографии был издан перевод Корана на русский язык «Алкоран о Магомете, или Закон турецкий». Этот перевод долгое время приписывался Петру Васильевичу Постникову. Перевод в свою очередь был сделан с перевода французского дипломата и востоковеда Андрэ дю Рие. Перевод П. В. Постникова сохранился только в рукописях. Затем до 60-х годов XIX века считалось, что автором перевода был известный востоковед того времени князь Д. К. Кантемир, автор одного из первых в России исламоведческих трудов «Книга Система, или Состояние Мухаммеданнския религии». Такая путаница возникла вследствие издания в те же годы похожего текста анонимного переводчика под названием «Алкоран, или Закон магометанский переведенный с арапского на французский язык через господина дю Рие» с немного более точной передачей смысла, чем первое издание. Однако А. А. Круминг на основании архивных материалов установил, что П. В. Пос(т)никову принадлежит именно рукописный перевод, в своё время исследованный И. Ю. Крачковским по другому списку, в то время как напечатанный в 1716 году перевод приходится считать анонимным. В целом печатный перевод представлял собой дословное воспроизведение французского перевода с переносом в текст всех особенностей авторского переложения дю Рие, а также неточности и пропуск значительных мест в сурах от отдельного слова, до целой фразы.
Новый период в истории Корана в России связан с правлением Екатерины II, по указу которой в 1787 году в типографии Шнора впервые в России был напечатан полный арабский текст Корана. Коран был напечатан специально отлитым для этой цели шрифтом Академии наук в Петербурге, который воспроизводил почерк одного из лучших каллиграфов муллы Усмана Исмаила и превосходил все арабские шрифты, существовавшие тогда в типографиях Европы.

### Верёвкин М. И.
Важную роль в истории русской литературы суждено было сыграть переводу Корана, выполненному в 1790 году драматургом М. И. Верёвкиным под названием «Книга Аль-Коран аравлянина Магомета, который в шестом столетии выдал оную за ниспосланную к нему с небес, себя же последним и величайшим из пророков Божиих». Перевод Верёвкина, как и предшествовавшие два, был выполнен по изданию Андре дю Рие, и также отличался неточностью передачи смысла и повторением ошибок французского переводчика, хотя и отличался, благодаря использованию церковнославянских слов, от других русских текстов простотой языка и высокими литературными качествами. Он вдохновил А. С. Пушкина на создание в 1824 году поэтического переложения фрагментов тридцати трёх сур, знаменитых «Подражаний Корану». Коранические реминисценции находят также и в ряде других произведений поэта (например, «Пророк»).

Творцу молитесь; он могучий:
Он правит ветром; в знойный день
На небо насылает тучи;
Даёт земле древесну сень.
Он милосерд: он Магомету
Открыл сияющий Коран,
Да притечём и мы ко свету,
И да падёт с очей туман.А. С. Пушкин. Подражания Корану
Произведения А. С. Пушкина способствовали заметному росту интереса к Корану в самых широких кругах русских читателей. Кораном интересовались П. Я. Чаадаев, Л. Н. Толстой, В. С. Соловьёв. Переводчик восточной поэзии М. Л. Михайлов опубликовал фрагменты Корана в стихотворном переводе.

### Колмаков А. В.
В 1792 году поэтом-переводчиком и служащим Адмиралтейской коллегии А. В. Колмаковым был выполнен перевод Корана с английского перевода Джорджа Сейля под названием «Ал-Коран Магомедов, переведенный с арабского на английский с приобщением к каждой главе на все тёмные места изъяснительных исторических примечаний, выбранных из самых достовернейших историков и арабских толкователей Ал-Корана Георгием Сейлем и с присовокуплением обстоятельного и подробного описания жизни лжепророка Магомета, сочинённого славным доктором Придо». Также, как и все предыдущие переводы, перевод Колмакова при всей добросовестности переводчика повторял допущенные Сэйлем ошибки. Но несомненным достоинством перевода являлся впервые в истории России перевод комментариев, сделанных Джоржем Сэйлем на основе обширных исследований известного итальянского арабиста Людовико Мараччи.

### Казембек А. К.
В 1859 году был издан «Мифтах Кунуз аль-Куран», «Полный конкорданс Корана или ключ ко всем словам и выражениям его текстов для руководства к исследованию религиозных, юридических, исторических и литературных начал сей книги». Труд принадлежал перу Мирзы Мухаммада Али Гаджи Касим оглы (Александра Касимовича) Казем-Бека (1802—1870), «патриарха русского ориентализма», создателя казанской школы востоковедов.

### Николаев К.
В 1864 году вышел перевод К. Николаева под названием «Коран Магомеда». Перевод был выполнен с французского перевода французского посла и переводчика Альбера де Биберштейна-Казимирского. Перевод мало чем отличался по содержанию от предыдущих, но благодаря многократному переизданию способствовал широкому ознакомлению российского общества с исламом. Книга переиздавалась четырежды (1865, 1876, 1880, 1901) и в 1998 году было выпущено репринтное издание 1876 года.

### Богуславский Д. Н.
Особо стоит отметить перевод востоковеда и переводчика восточных языков Д. Н. Богуславского. Этот перевод по времени создания (1871 год) был первым русским переводом Корана непосредственно с арабского языка, а не вторичным переводом с европейских языков. Также важной особенностью была первая попытка сделать самостоятельные комментарии Богуславского, а не использовать готовые комментарии английских и французских переводов. Несмотря на то, что перевод был выполнен ещё в XIX веке и отличался высокой художественностью языка, широкого распространения не получил, потому что не был издан. Книга увидела свет лишь в 1995 году.

### Саблуков Г. С.
Г. С. Саблукову принадлежит один из лучших научных переводов «Коран, законодательная книга мохаммеданского вероучения» (1-е изд. в 1878), в его переводе Коран в печатном виде издан впервые. В 1879 году вышла вторая часть труда Гордия Саблукова «Приложение к переводу Корана» (комментарий к текстам), и два трактата: «Сведения о Коране — законодательной книге мохаммеданского вероучения»(Казань, 1884) и «Сличение магометанского учения о именах Божиих с учением о них христианским» (1873). По признаниям корановедов[кого?] безусловным достоинством перевода является выразительность и красота языка. В то же время имеют место смысловые неточности, словесные архаизмы, а также применение к Корану не свойственной для него русской и славянской библейской фразеологии. Перевод переиздавался в России в 1896, 1907, 1990, а в 1991 даже два издания. А также репринтное издание в Египте в 1993 году, 1986, 1989, 1990 — 9 изданий, 1991 — 2 издания, 1998.

### Крачковский И. Ю.
В 1920-е годы в течение восьми лет был выполнен перевод Корана на русский язык академиком И. Ю. Крачковским (опубликован посмертно в 1963 году). Завершить работу в задуманном объёме Игнатий Юлианович не успел, хотя начал исследование переводов ещё в 1921 году, когда читал курс лекций по Корану на факультете восточных языков ЛГУ. Первые лекции о Коране были прочитаны Крачковским ещё в 1915—1916 годах. В 1934 году им было дано описание рукописи русского перевода Корана, впоследствии идентифицированного как подлинный перевод Постникова. Именно тогда у Крачковского появилась мысль сделать полноценный перевод этого памятника. И уже в 1919 году перевод Корана значится в плане Горьковского издательства «Всемирная литература».
Перевод Крачковского в большей степени был научным и рассчитан на учёных-арабистов и светских корановедов. При переводе Корана основная цель, которую ставил И. Ю. Крачковский, это перевести смысловое значение коранического текста, как литературного памятника VII века.
Именно поэтому перевод Крачковского неоднократно вызывал нарекания со стороны мусульманского сообщества за неоднозначность толкования многих мест и несответствия перевода Крачковского исламскому вероучению. Некоторые мусльмане приводят такие примеры: в 171-м аяте суры Ан-Ниса («Женщины»), где говорится о пророке Исе (Иисус Христос), Крачковский перевёл фразу وَرُوحٌ مِنْهُ‎ wa-rūḥu min-hu как «и дух Его», пропустив предлог min (min-hu можно перевести и как буквально «от него», и как просто «его», сравните английское «a friend of his»). Однако это может интерпретироваться как «дух Божий», что считается неверным в исламе.
Т. А. Шумовский, ученик Крачковского и автор другого поэтического перевода Корана, отмечал наличие в переводе Крачковского ряда ошибок, но также отмечал, что это было скорее следствием незавершённости перевода, черновик создавался прежде всего как лекционный материал для студентов и не проходил проверки Крачковским перед публикацией.
Тем не менее этот перевод и комментарии к нему в России считается академическим и, ввиду его высокой научной значимости, многократно переиздавался в 1986, 1989, 1990 — 9 изданий, 1991 — 2 издания, 1998, 2004.
Российский востоковед-арабист Е. А. Резван так отозвался о переводе И. Ю. Крачковского: 

По характеру подхода к тексту и филологической точности труд И. Ю. Крачковского превосходит не только все русские, но и многие европейские переводы.— Резван Е. А. Коран и его мир. — СПб.: Петербургское Востоковедение, 2001.

### Шумовский Т. А.
Первый научный поэтический перевод Корана осуществлён учеником Крачковского Т. А. Шумовским (первое издание — Санкт-Петербург, 1995 год). В мусульманской среде перевод был встречен доброжелательно и одобрен мусульманским духовенством, а в частности Талгатом Таджуддином. Основное достоинство перевода Шумовского заключается в попытке передать красоту арабского языка и ритм повествования не прозой, а стихами, а также чёткое следование подлиннику. В текстах сделана попытка отказаться от использования арабизмов в именах собственных (Бог вместо арабского Аллах, Авраам вместо арабского Ибрахим) для лучшего понимая у русскоязычного читателя. В то же время со стороны учёных в упрёк переводчику ставится попытка передать изначально прозаический и лишённый по своему составу рифм литературный памятник стихами и задаётся вопрос: почему то же самое никто не пытается в общем порядке сделать с текстами Торы и Евангелия, а также попытки подогнать рифму во вред смыслу и склонность к поэтизированию вместо чёткой передачи художественной составляющей текста.

### Порохова В. М.
Второй из ныне существующих стихотворных переводов Корана на русский язык был осуществлён Валерией Пороховой. Главная особенность перевода Пороховой в том, что она — первый переводчик, исповедующий ислам и сделавший попытку через свой религиозный опыт передать смысл коранического сказания. Перевод был произведён в сотрудничестве с видными мусульманскими богословами и получил множество одобрительных отзывов со стороны мусульманского духовенства и богословов, в том числе и от такой авторитетной в мусульманском мире академии как египетская Аль-Азхар. В то же время со стороны учёных этот перевод вызвал множество нареканий, как к недостаточному владению арабским языком, к плохому знанию стилистики русского языка и косноязычию в передаче рифм, а также к смысловым ошибкам при составлении комментария к тексту Корана. Также отмечается сильная идеализация ислама путём применения образов и понятий, свойственных православной христианской культуре России, что приводит к христианизации ислама и размыванию его культурно-исторических особенностей. Это объясняется рождением и воспитанием Пороховой в неисламской среде и поздним переходом в ислам. Ошибки и недочёты в переводе признают и сами мусульмане.

### Османов М.-Н. О.
В 1995 году вышел перевод востоковеда д. ф. н. М.-Н. О. Османова. Этот перевод сочетает в себе попытку точной передачи смысла и доступность понимания языка. В отличие в других научных переводов в комментариях Османов широко использует тафсиры, а также для лучшей связности текста делает вставки слов и выражений и ведёт повествование в одном глагольном времени, в отличие от подлинника, где связь времён часто бывает нарушена. С научной точки зрения перевод Османова признаётся в целом удачным. Но в то же время учёными отмечается недостаточное стремление передать художественную и сакральную особенность текста, хотя это стремление имеет место[привести пример]. Так д. ф. н., профессор кафедры арабской филологии Восточного факультета СПбГУ А. А. Долинина отмечала следующее 

Хороший, добротный, академический перевод принадлежит Нури Османову. Коран в его переводе выдержал несколько изданий. Нури Османов использовал много тафсиров. Замечу, что Крачковский даёт тот текст, когда ещё тафсиров не было. Нури Османов хотел, чтобы перевод был максимально понятен современному мусульманину, человеку, который арабского языка не знает. Он сделал хорошим русским языком перевод, комментированный, вставляя те слова и выражения, которых в тексте Корана нет, но которые подразумеваются. Текст у него достаточно связный. При этом Нури Османов абсолютно не пытался передать художественную сторону Корана.
Второе издание вышло в 1999 году.
Также учёными отмечается, что перевод Османова, ввиду его отхода от строгого следования букве и замены слов смысловыми вставками из тафсиров не может быть отнесён к документальным и дословным.

### Кулиев Э. Р.
В 2002 году вышел перевод смыслов Эльмира Кулиева. Этот перевод отличается от остальных современных переводов тем, что Кулиев не имеет необходимого профессионального образования, и не является маститым учёным арабистом и востоковедом, а также и богословом. Тем не менее обсуждение перевода проводилось совместно с известными саудовскими корановедами и под руководством заведующего отделом Комплекса по изданию Корана в Саудовской Аравии Али Насиром аль-Факихи. Как и Порохова, Кулиев, будучи сам мусульманином, сделал попытку взглянуть на текст, исходя из традиции толкования ранних комментаторов. Перевод был одобрен и учёными, и мусульманским духовенством. Светские учёные отмечают как достоинства перевода, выразившиеся в попытке сделать точное соответствие арабского текста русскому, так и недостатки, проявившиеся в замене исходных слов и речевых оборотов своими синонимами и фразами, что превращало перевод в пересказ.

### Шидфар Б. Я.
В 2003 году в издательском доме «UMMAH» вышел осуществлённый в 1990—1992 годах перевод Бетси Шидфар. Данное издание было осуществлено с рядом грубейших ошибок. В изданном тексте перевода имелись пропуски в 12 сурах. Была не соблюдена последовательность в передаче сакральных имён. Часто не были отмечены курсивом те слова, которые были добавлены переводчиком. В итоге, данный перевод оказался в тени других, более раскрученных переводов, в частности, выполненного с английского языка перевода Валерии Пороховой.
В 2012 году Издательским домом Марджани был выпущен исправленный и дополненный перевод Корана Шидфар. Более полутора лет научный редактор перевода, профессор Казанского федерального университета Р. И. Беккин работал над подготовкой текста перевода к печати.
Особенность перевода Шидфар заключалась в удачной попытке передать стилистику текста Корана, его художественное содержание, его ритм, его рифму. А. А. Долинина считала этот перевод очень хорошим для знакомства с исламом 

Получилось достаточно деликатно, тактично, и я бы рекомендовала этот перевод для прочтения людям, которые ничего не знают о Коране и исламе. Повторяю, это хороший перевод с оттенком передачи формы.

### Аль-Мунтахаб
Русскоязычный перевод облегчённого («аль-муяссар») тафсира «Аль-Мунтахаб фи тафсир аль-Куран аль-Карим», составленного учёными из университета аль-Азхар. 
При выполнении перевода смыслы Корана и комментарии были объединены в один текст.

### Абу Адель
В ноябре 2008 года вышел в свет перевод-тафсир, основой для написания которого послужил «ат-Тафсир аль-муяссар» («облегчённое толкование»), составленный группой преподавателей толкования Корана под руководством Абдуллаха ибн Абд аль-Мухсина. В нём также использованы толкования аш-Шаукани, Ибн аль-Усеймина, Абу Бакра аль-Джазаири, аль-Багави, Ибн аль-Джаузи и других исламских богословов. Перевод, выполненный Абу Аделем, представляет собой совмещение перевода с толкованием.
По мнению автора перевода, перевод Корана и толкование к нему должны быть неразрывно связаны. Прямой перевод Корана представлен обычным текстом, толкование Корана курсивом, а текст, который начинался словами «то есть…», был представлен в прямоугольных скобках.

### Перевод ахмадитов
В 2006 году ахмадиты издали перевод Корана на русский язык, в основе которого лежит перевод Корана на язык урду, сделанный духовным главой ахмадитов Мирзой Тахиром Ахмадом. Создавая свой перевод, Мирза Тахир Ахмад снабдил его предисловиями к каждой суре и примечаниями к отдельным аятам. Этот структурный подход сделан для постижения сути отдельных сур в контексте всего Корана. Перевод текста Корана с арабского языка, а также перевод предисловий к сурам и примечаний к отдельным аятам с языка урду был выполнен представителем общины ахмадие в России Халидом Ахмадом, которому в этой работе помогал другой член общины Рустам Хаматвалеев. Помощь в редактировании текста данного перевода Священного Корана, предисловий к сурам и примечаний к отдельным аятам оказал другой член общины, писатель Равиль Бухараев.

### Шамиль Рифатович Аляутдинов
Специалист в исламском правоведении Шамиль Аляутдинов, окончивший ведущий исламский университет аль-Азхар, к 2017 году подготовил так называемый «богословский» перевод Корана на русский язык. При работе над переводом Аляутдинов консультировался с теологическими трудами учёных всех суннитских мазхабов, уделяя особое внимание шафиитской и ханафитской школе фикха, а также провёл параллели с современной жизнью.

### Серик Болатжанович Рысжанов
В 2019 году был опубликован перевод казахстанца Серика Болатжановича Рысжанова, самостоятельно изучившего арабский язык. Рысжанов признал, что не имеет переводческого или богословского образования, однако считает, что его перевод непредвзят, в отличие от остальных.

### Перевод Духовного управления мусульман Республики Татарстан
В 2019 году вышел перевод Духовного управления мусульман Республики Татарстан, над которым работали 7 лет.

### Тафсир azan.ru
В 2019 году сайт Azan.ru начал публиковать толкования сур Корана на русском языке. Перевод последней суры появился на сайте в 2020 году.  В подготовке тафсира приянли участие муфтий Абу Али аль-Ашари и муфтий Камиль-хазрат Самигуллин, двумя другими авторами были Ахмад Абу Яхья и Ерсин Амире Абу Юсуф.

### Переводы
- Коран и переводы смыслов (Кулиев, Османов, Крачковский, Порохова, а также на арабском языке)
- Коран, переводы и толкования смыслов
- 7 переводов Корана на Falaq.ru
- Тафсир шейха Абд ар-Рахмана ас-Саади
- Translation of the Meanings of The Noble Quran in 10 languages (англ.)
- Бесплатная многоязычная компьютерная программа по Корану (англ.)
- Смысловой перевод Священного Корана
- Перевод Священного Корана с произношением каждого аята по отдельности
- Священный Коран // Параллельный перевод смыслов: Кулиев, Османов, Крачковский, Порохова, университет Аль-Азхар.